# Politique étrangère du Rwanda
Le Rwanda est l'objet d'une grande attention sur le plan international depuis le génocide de 1994. Le Rwanda est membre de l'Organisation des Nations unies où il fut membre Conseil de sécurité en 1994 et 1995. La Mission des Nations unies pour l'assistance au Rwanda, opération de maintien de la paix créée le 5 octobre 1993, impliqua le personnel d'une douzaine d'États. La plupart des agences humanitaires et de développement de l'ONU furent présentes au Rwanda.
Membre de l'Organisation internationale de la francophonie, dont la secrétaire générale est depuis 2019 la diplomate rwandaise Louise Mushikiwabo, ministre des Affaires étrangères du pays de 2009 à 2018, le Rwanda adhère en 2009 au Commonwealth, devenant, avec le Mozambique, le seul membre de cette organisation n'ayant jamais fait partie de l'empire britannique. Cette implication dans deux organisation internationales majeures montrent d'importantes ambitions diplomatiques de Kigali depuis le début du XXIe siècle.
En outre, en participants à des missions de maintien de la paix, puis sur les accords bilatéraux de coopération militaire avec plusieurs pays comme la Centrafrique, le Mozambique, et le Bénin, la Rwanda s'impose comme un acteur des conflits sur le continent. Cette « diplomatie en treillis », selon l'expression du journaliste Florent Gell, ouvre la voie à une galaxie d’entreprises privées liées au gouvernement rwandais, qui obtient des accords économiques et commerciaux de la part de gouvernements africains dont il assure la sécurité. Parallèlement la sécurisation et la stabilisation politique du pays l'encourage à s'ouvrir aux investissements étrangers, notamment le tourisme haut de gamme pour développer son économie.

## Relations avec les pays africains
Le Rwanda, d'une superficie de 26 338 km2 partage avec ses voisins africains environ 900 km de frontières : 290 km avec le Burundi au sud, 290 km, 217 km avec la République démocratique du Congo à l'ouest, 217 km avec la Tanzanie à l'est, et 169 km avec l'Ouganda au nord

### Relations avec le Bénin
En avril 2023, Paul Kagame se rend à Cotonou, capitale économique béninoise et siège du gouvernement, où il rencontre son homologue Patrice Talon. Les deux chefs d'État annoncent la mise en place d’une coopération militaire entre les deux pays afin de lutter contre la menace djihadiste. À la différence du Mozambique, l’action des forces armées rwandaises au Bénin ne sera pas d’intervenir directement contre les djihadistes par la formation des forces de sécurité béninoises, avant la mise en place de patrouilles conjointes dans les zones frontalières.

### Relations avec le Burundi
Le Rwanda et le Burundi formaient un seul État, le Ruanda-Urundi, sous protectorat belge jusqu'à leurs indépendances respectives en 1962. Les populations des deux pays sont composées des mêmes principaux groupes ethniques, les hutus et les tutsis, qui s'affrontent dans les années 1990 dans deux génocides particulièrement sanglants tant au Burundi qu'au Rwanda. Les deux pays partagent une frontière de 315 km.
Au milieu des années 2010, les deux pays ont de fortes tensions alimentées par la politique très hostile envers son voisin du président burundais Pierre Nkurunziza sombrant dans la paranoïa après la crise politique burundaise de 2015. En août 2016, le gouvernement burundais bloque toute exportation de produits vivriers vers les pays limitrophes, et interdit aux transports en commun reliant les deux pays par la route de poursuivre leur activité. Kigali réagit en déplorant des mesures « plus préjudiciables aux Burundais qu’aux Rwandais », le Burundi se trouvant effectivement rapidement au bord de l’asphyxie économique. Pierre Nkurunziza décède du Covid-19 en juin 2020, ouvrant la voie à un rapprochement entre les deux pays.
Le Burundi et le Rwanda se rapprochent finalement au mois de juillet 2021, marqué par la visite du Premier ministre du Rwanda Édouard Ngirente à Bujumbura pour l'anniversaire de l'indépendance burundaise. La frontière entre les deux pays, fermée depuis 2015, est rouverte en 2022,.
Le 20 décembre 2023, le groupe RED-Tabara, un groupe armé opposé au gouvernement burundais, attaque un poste-frontière à Gatumba entre la république démocratique du Congo (RDC) et le Burundi. L'attaque fait 20 morts selon le gouvernement burundais. Le président burundais Évariste Ndayishimiye accuse le Rwanda de soutenir RED-Tabara sans apporter de preuve de ce soutien. En janvier 2024, le Burundi ferme sa frontière avec le Rwanda arguant du soutien que le Rwanda apporte aux ennemis du Burundi et annonce l'expulsion de citoyens rwandais ainsi que la rupture des relations diplomatiques,,.
Le Burundi est impliqué au côté de la RDC dans la lutte contre le M23, un groupe militaire opérant en RDC et qui est soutenu par le Rwanda.

### Relations avec la République démocratique du Congo
En 1998, le Rwanda, soutenu par l'Ouganda, envahit la République démocratique du Congo pour soutenir les rebelles congolais qui tentaient de renverser le président d'alors, Laurent-Désiré Kabila. Des troupes rwandaises sont toujours stationnées au Congo et soutiennent les groupes rebelles qui tentent de renverser Joseph Kabila, fils de Laurent-Désiré Kabila. Elles se sont cependant retirées derrière les lignes de désengagement définies par l'accord de cessez-le-feu de Lusaka.
La RDC lutte contre le M23, un groupe militaire opérant dans l'est du pays et qui reprend ses opérations fin 2022. Le Rwanda est généralement considéré comme soutenant le M23 ce qui déteriore durablement les relations entre la RDC et le Rwanda.

### Relations avec la Centrafrique
En 2020, la Rwanda intervient militairement en Centrafrique à la demande du président Faustin-Archange Touadéra, et dans le cadre d’un accord bilatéral entre les deux pays. Celle-ci porte à 2000 le nombre de soldats et policiers rwandais déployés en Centrafrique sous les couleurs de l'ONU et de l'Union africaine. Cette intervention permet de stopper les rebelles centrafricains dans les faubourgs de Bangui, et de les repousser. Reconnaissant, le gouvernement centrafricain de Faustin-Archange Touadéra permet l'ouverture d'une nouvelle liaison aérienne entre les capitales rwandaise et centrafricaine à la compagnie RwandAir, et la signature de plusieurs accords économiques et commerciaux ente les deux pays dans divers secteurs comme les mines, l'agriculture, l'alimentaire, le bois, et le BTP.

### Relations avec le Mozambique
En juillet 2021, le Rwanda envoie un millier de soldats au Mozambique pour soutenir le gouvernement de Filipe Nyusi confronté à une insurrection jihadiste depuis 2017. À l'instar de la Centrafrique, l'aide militaire rwandaise s'avère décisive pour repousser les insurgés de l'État islamique en Afrique centrale, repoussés des principaux centres urbains qu'ils occupaient au mois d'août 2021. Grâce à leur efficacité, les forces armées rwandaises deviennent plus populaires sur place que les forces armées mozambicaines, qui soumettent les populations civiles à toutes les formes de prédation. En octobre de la même année, le président rwandais Paul Kagame se rend au Mozambique en visite aux troupes rwandaises qui y sont stationnées.

## Relations avec l'Europe

### Relations avec l'Allemagne
En 1885 et 1916, le territoire du Rwanda est intégré à l'empire colonial allemand.

### Relations avec la Belgique
Entre 1919 et 1962, le Ruanda-Urundi, composé de l'actuel Rwanda et du Burundi est sous mandat de la puissance coloniale belge, composé de ce territoire et de l'actuelle République démocratique du Congo (dit « Congo belge »).
Le 17 mars 2025, le Rwanda rompt ses relations diplomatiques avec la Belgique, l'accusant de prendre parti dans le conflit régional dans l'est de la république démocratique du Congo (RDC) entre l'armée régulière congolaise et le M23, soutenu par le Rwanda. Le ministre rwandais des Affaires étrangères, Olivier Nduhungirehe, dénonce la volonté du gouvernement belge de « déstabiliser le pays et la région ». En conséquence, tous les diplomates belges ont 48 heures pour quitter le Rwanda. En réponse, la Belgique expulse aussi les diplomates rwandais.

### Relations avec la France
La France et le Rwanda ouvrent des relations diplomatiques en 1962, lors de l'indépendance de ce dernier du Royaume de Belgique. La coopération militaire entre la France et le Rwanda remonte à 1975. La France a apporté un soutien militaire, financier et diplomatique au gouvernement hutu du président Juvénal Habyarimana contre le Front patriotique rwandais, dominé par les Tutsis, pendant la guerre civile rwandaise débutée en 1990. Elle est soupçonnée d'avoir poursuivi ce soutien pendant le génocide des Tutsis rwandais, déclenché par l'attentat du 6 avril 1994 contre Habyarimana. L'ampleur de ce soutien et son impact sur le génocide font l'objet de vives controverses, en particulier entre les gouvernements français et rwandais et continuent d'influencer les relations diplomatiques entre les deux pays.
Le 24 novembre 2006, les relations diplomatiques avec la France sont rompues à l'initiative du Rwanda à la suite des poursuites demandées au Tribunal pénal international pour le Rwanda par le juge français Jean-Louis Bruguière, à l'encontre du président Paul Kagame, et de l'émission, par le juge Bruguière, de neuf mandats d'arrêt contre des proches du président rwandais. Ce dernier est soupçonné par le juge français d'être impliqué dans l'attentat du 6 avril 1994 qui coûta la vie aux présidents rwandais Juvénal Habyarimana et burundais Cyprien Ntaryamira et déclencha le génocide des Tutsi au Rwanda. L'ambassade ainsi que la plupart des institutions françaises présentes au Rwanda sont alors fermées.
Le 29 novembre 2009, les deux pays décident de rétablir leurs relations diplomatiques. Le ministre français des Affaires étrangères, Bernard Kouchner, puis le président de la République, Nicolas Sarkozy, effectuent tous deux des déplacements à Kigali afin de symboliser la normalisation des relations, vingt-cinq ans après la dernière visite d'un chef d'État français, François Mitterrand. Lors de ce déplacement en février 2010, Nicolas Sarkozy a reconnu de « graves erreurs d'appréciations » et un « aveuglement » de la part des autorités françaises à l'époque du génocide.
Le juriste Jacques Kabalé est nommé ambassadeur du Rwanda en France en juin 2010. Cependant, la France ne possède plus d'ambassadeur accrédité à Kigali depuis 2015 à la suite du refus de Kigali d'accréditer le candidat français à ce poste. Elle est représentée par Jérémie Blin, chargé d'affaires de 2019 à 2021,.
Les relations s'améliorent significativement sous la présidence d'Emmanuel Macron qui, à la suite du rapport de la commission Duclert, a reconnu la responsabilité de la France, notamment son aveuglement et ses erreurs de jugement qui n'ont pas permis de prévenir le génocide de 1994,. Le 12 juin 2021, Antoine Anfré est nommé nouvel ambassadeur de France au Rwanda et accrédité par le gouvernement rwandais. Pendant l'été 2021, Paris soutien financièrement et matériellement l'intervention militaire rwandaise au Mozambique où la compagnie énergétique française TotalEnergies exploite le champ gazier d’Afungi dans la province de Cabo Delgado.

### Relations avec le Royaume Uni
En novembre 2009, le Rwanda adhère officiellement au Commonwealth, qui regroupe principalement d'anciennes colonies de l'empire britannique. Le Rwanda est ainsi le deuxième, après le Mozambique, à rejoindre l’organisation placée sous l’autorité de la reine d’Angleterre Élisabeth II, sans avoir jamais été colonie britannique ni entretenir de lien constitutionnel avec la monarchie. Cette décision de Paul Kagame et de son gouvernement s'inscrit dans un objectif de long terme de larguer les amarres avec le monde francophone pour rejoindre le giron anglophone.

## Relations avec l'Asie

### Relations avec la Chine
En 2018, la Chine et le Rwanda signent 15 accords bilatéraux concernant le domaines hospitalier, du commerce électronique, de la culture, des transports aériens et routiers et des sciences. Xi Xinping se rend pour la première fois au Rwanda pour la signature de ces accords.
Le 5 septembre 2024, le président Paul Kagame rencontre son homologue Xi Xinping, en visite à Beijing à l'occasion du Sommet 2024 du Forum sur la coopération sino-africaine (FOCAC). De nouveaux accords de coopération sont signés et les relations entre les deux pays sont promues au statut de « partenariat stratégique global ».

### Relations avec Israël
Le chef d'État rwandais Paul Kagame est considéré comme l’un des principaux alliés d’Israël en Afrique. Paul Kagame s'est rendu en Israël en 2008, 2014 et 2017, tandis que les accords de coopérations conclus entre les deux États se sont traduits par l'ouverture d'une ambassade du Rwanda à Tel Aviv en 2015. Leurs principaux domaines de coopération sont la technologie, l'agriculture et l'énergie, ainsi que la sécurité.
En 2018, le Rwanda a été l'un des rares pays africains à inaugurer la nouvelle ambassade américaine transférée à Jérusalem.

## Relations avec l'Amérique

### Relations avec les États-Unis
Les États-Unis soutiennent financièrement les forces armées rwandaises.